# ريكاردو مولر
ريكاردو مولر (بالإسبانية: Ricardo Moller)‏ هو لاعب كرة قدم أوروغواياني، ولد في 28 يناير 1980 في مونتفيدو في الأوروغواي. لعب مع أتليتيكو بروغريسو ‏.